# Christian Sengfelder
Christian Sengfelder (* 28. Februar 1995 in Leverkusen) ist ein deutscher Basketballspieler.

## Laufbahn
Sengfelder verließ seinen Heimatverein TSV Bayer 04 Leverkusen im Jahr 2013 und wechselte ans Basketball-Internat der Urspringschule. Dort spielte er in der Jugend und in der 2. Bundesliga ProA für die Spielgemeinschaft Ehingen/Urspringschule.
Nach einer Saison verließ er die Urspringschule und ging an die Fordham University in New York City, um Leistungssport und Studium zu verbinden. Dort verbrachte er drei Spielzeiten, in denen er insgesamt 93 Einsätze in der ersten Division der NCAA bestritt und dabei im Durchschnitt 11,4 Punkte sowie 5,8 Rebounds je Begegnung erzielte. Mit 160 getroffenen Dreipunktwürfen stand er in der ewigen Bestenliste der Fordham University auf dem neunten Rang, als er die Mannschaft verließ. Zur Saison 2017/18 wechselte er an die Boise State University in den Bundesstaat Idaho und kam für deren Mannschaft zu 32 Einsätzen mit Mittelwerten von 11,8 Punkten sowie 6,6 Rebounds.
Nach seiner Rückkehr nach Deutschland unterschrieb Sengfelder im Juni 2018 einen Vertrag beim Bundesligisten Basketball Löwen Braunschweig. Bei den Niedersachsen schwang er sich sofort zum Leistungsträger auf und erzielte im Verlauf des Spieljahres 2018/19 in 37 Bundesliga-Einsätzen, in denen er stets in der Anfangsaufstellung vertreten war, im Durchschnitt 11,3 Punkte sowie 5,9 Rebounds je Begegnung. Im Juni 2019 unterschrieb er einen Dreijahresvertrag bei Brose Bamberg.
Im November 2020 erschien das von Henning Kuhl verfasste biographische Werk Christian Sengfelder – der lange Weg zum Basketballprofi.
In Bamberg stieg er zum Mannschaftskapitän auf, im Mai 2022 gab Brose Bamberg eine Verlängerung von Sengfelders Vertrag bis 2025 bekannt. Im Juni 2023 wurde der Vertrag aufgelöst. Im Folgemonat vermeldeten die Telekom Baskets Bonn seine Verpflichtung.
Im Sommer 2024 ging Sengfelder wieder ins Ausland, als er beim französischen Erstligisten Jeanne d’Arc Dijon Bourgogne unterschrieb. Dort wurde er Mannschaftskamerad seines Landsmanns Joshua Obiesie. Sengfelder erzielte für Dijon in 35 Ligaspielen im Durchschnitt 11,3 Punkte. Nach einem Spieljahr in Frankreich ging er in die Bundesliga zurück und schloss sich Ratiopharm Ulm an.

### Nationalmannschaft
Der Leverkusener spielte für die deutsche U18-Nationalmannschaft bei der B-EM 2013 und war bester deutscher Korbschütze bei der U20-EM 2015 in Italien. Im Mai 2018 wurde Sengfelder zu Turnierreisen mit der A2-Nationalmannschaft eingeladen. Im Februar 2019 wurde er erstmals ins Aufgebot der deutschen A-Nationalmannschaft berufen. Mit der A2-Auswahl schloss er im Juli 2019 die Teilnahme an der Sommeruniversiade in Neapel auf dem fünften Rang ab. Mit einem Durchschnitt von 13 Punkten je Begegnung war Sengfelder im Turnierverlauf zweitbester deutscher Korbschütze.
Bei der Europameisterschaft 2022 erreichte er mit Deutschland den dritten Rang, Sengfelder wurde in drei Turnierspielen eingesetzt.

## Statistik

### Bundesliga

#### Hauptrunde
| Saison  | Team         | G  | GS | MIN   | 2P%  | 3P%  | FT%  | TR  | AS  | ST  | BL  | PTS  |
| ------- | ------------ | -- | -- | ----- | ---- | ---- | ---- | --- | --- | --- | --- | ---- |
| 2018–19 | Braunschweig | 34 | 34 | 26:49 | 61.9 | 35.0 | 78.6 | 5.9 | 0.8 | 0.5 | 0.1 | 10.7 |
| 2019–20 | Bamberg      | 21 | 21 | 26:27 | 60.0 | 44.4 | 75.0 | 4.2 | 0.9 | 0.2 | 0.0 | 9.4  |
| 2020–21 | Bamberg      | 33 | 29 | 26:49 | 55.0 | 32.6 | 84.9 | 5.1 | 1.1 | 0.6 | 0.0 | 12.0 |
| 2021–22 | Bamberg      | 33 | 33 | 29:50 | 58.2 | 42.4 | 82.8 | 6.1 | 0.8 | 0.5 | 0.2 | 16.3 |
| 2022–23 | Bamberg      | 33 | 32 | 25:46 | 56.7 | 38.6 | 88.7 | 5.0 | 1.1 | 0.5 | 0.1 | 11.5 |

#### Playoffs
| Saison  | Team         | G | GS | MIN   | 2P%  | 3P%  | FT%  | TR  | AS  | ST  | BL  | PTS  |
| ------- | ------------ | - | -- | ----- | ---- | ---- | ---- | --- | --- | --- | --- | ---- |
| 2018–19 | Braunschweig | 3 | 3  | 31:55 | 59.3 | 35.0 | 55.0 | 6.0 | 2.0 | 1.0 | 0.3 | 18.7 |
| 2019–20 | Bamberg      | 2 | 2  | 27:34 | 38.5 | 28.6 | 0.0  | 6.0 | 0.5 | 0.0 | 0.0 | 8.0  |
| 2020–21 | Bamberg      | 5 | 5  | 29:10 | 56.8 | 33.3 | 85.7 | 5.2 | 0.8 | 0.4 | 0.4 | 14.4 |
| 2021–22 | Bamberg      | 3 | 3  | 23:30 | 43.8 | 14.3 | 66.7 | 2.3 | 0.7 | 1.0 | 0.3 | 7.0  |